# Paul Paviot
Paul Paviot, (Levallois-Perret, 11 de março de 1926 – Luxey, 23 de novembro de 2017), foi um roteirista e realizador francês. Ele dirigiu 17 filmes entre 1952 e 1974.

## Filmografia seleccionada
- 1954: Tempi nostri